# Ayna (buscador)
Ayna es un motor de búsqueda de Internet, que en la lengua árabe, significa donde. Este buscador es uno de los más grandes que existen en lenguas arábigas[cita requerida], encontrándose sus potenciales usuarios en el Medio Este y el Norte de África, abarcando a una población estimada de 280 millones de personas. Ayna fue fundado en 1997, entregando servicios de búsqueda y directorios de Internet, en el idioma árabe. 
Desde el año 2006 se ha transformado en el sitio para buscar en árabe y encontrar información relacionados con el mundo árabe.

## Historia
2007
- Junio
  - Se agrega el soporte de OpenSearch
  - Celebración de los 10 años de funcionamiento
- Marzo
  - Lanzamiento de un servicio de banners
  - Lanzamiento de nuevos servicios y mejorar mediante el lanzamiento denominado "Beirut"
  - Auspicia la Tercera Conferencia de Motores de Búsqueda en Árabe (SSH, EG)
- Enero
  - Firma un acuerdo de marketing con Aljazeera.net

2006
- Diciembre 
  - Lanzamiento del servicio de móviles
- Marzo
  - Auspicia la Segunda Conferencia de Motores de Búsqueda en Árabe (SSH, EG)
- Enero
  - Firma un contrato con Fast Search & Transfer

Antes de 2006
- Febrero de 2005
  - Auspicia la Primera Conferencia de Motores de Búsqueda en Árabe (SSH, EG)
  - Investigación de ARADO proclama a Ayna como el único buscador de Internet en árabe.
- Diciembre de 2005
  - Lanzamiento de un nuevo diseño de la página
- Junio de 2000
  - Aparece dentro las 1000 páginas más visitadas de Internet, según Alexa.com
- Febrero de 1998
  - Recibe el premio de IWA
- Julio de 1997
  - Apertura de servicios